# Lulwah Al-Qatami
Lulwah Al-Qatami, född 1933, är en kuwaitisk aktivist, feminist och lärare. Hon var rektor för Kuwait University och ambassadör vid UNESCO ambassador. Hon nominerades 2005 till Nobels fredspris och mottog 2019 hederslegionen som erkänsla för sitt stöd för kvinnors rättigheter. Hon var grundare (1963) och ordförande för Kuwait Women's Cultural & Social Society. 
Hon blev 1952 den första kvinnan i Kuwait som studerade utomlands. Hon anställdes i början av 1960-talet som lärare i engelska och franska vid Mirqab School for Girls i Kuwait. Vid denna tid fanns ett krav på att alla kvinnliga anställda vid skolan skulle bära hijab. Hon ledde då en demonstration av kvinnor som brände sina slöjor offentligt som protest, vilket resulterade i att kvinnor tilläts visa sig obeslöjade.